# Lý thuyết hành vi có kế hoạch

Lý thuyết về dự định hành vi

Lý thuyết hành vi có kế hoạch hay lý thuyết hành vi hoạch định (Tiếng Anh: The Theory of Planning Behaviour) là một lý thuyết thể hiện mối quan hệ giữa niềm tin và hành vi của một người nào đó, trong đó niềm tin được chia làm ba loại: niềm tin về hành vi, niềm tin theo chuẩn mực chung và niềm tin về sự tự chủ.
Khái niệm này được khởi xướng bởi Icek Ajzen năm 1991, nhằm mục đích cải thiện khả năng dự đoán của Lý thuyết về hành động hợp lý (Tiếng Anh: Theory of reasoned action) bằng cách bổ sung thêm vào mô hình nhân tố nhận thức về kiểm soát hành vi, mang lại nhiều ưu điểm trong việc dự đoán và giải thích hành vi của một cá nhân trong  một bối cảnh nhất định. Nó được xem là một trong những lý thuyết được áp dụng và trích dẫn rộng rãi nhất về lý thuyết hành vi (Cooke & Sheeran, 2004).
Lý thuyết đã được áp dụng cho các nghiên cứu trong các lĩnh vực khác nhau như quảng cáo, quan hệ công chúng, chiến dịch quảng cáo, y tế, thể thao,...

## Mô hình

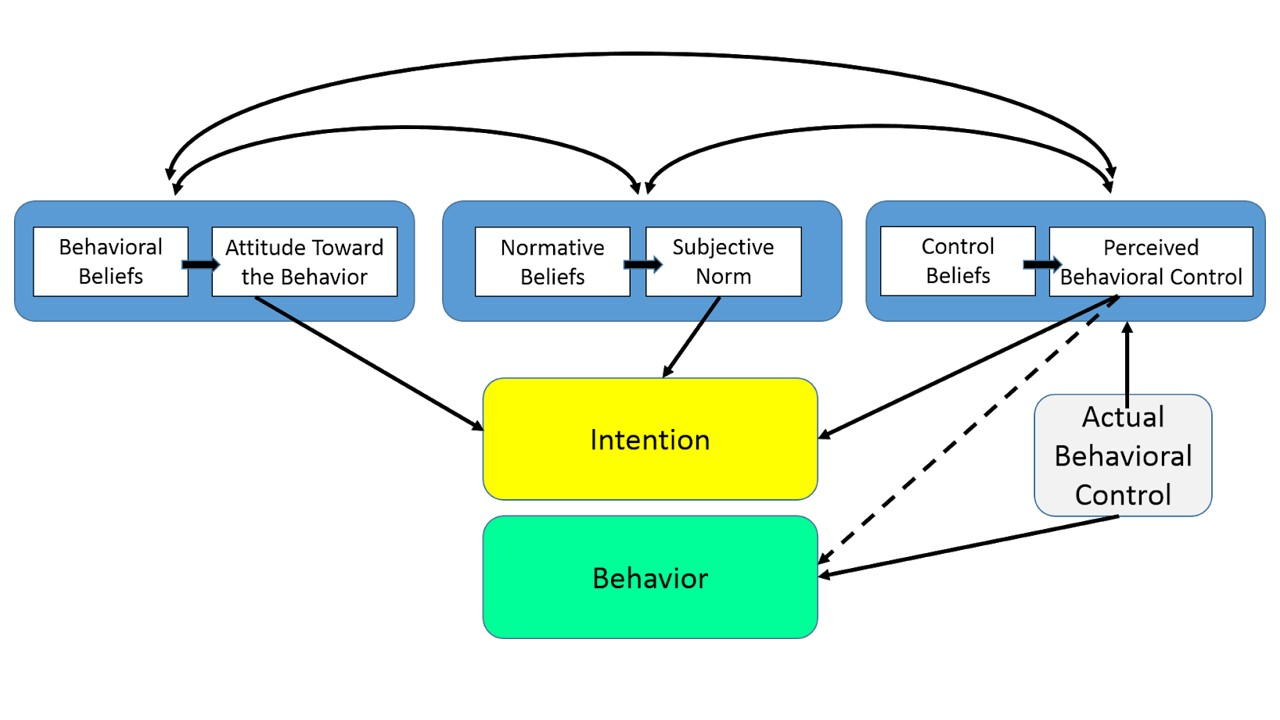
Mô hình thuyết hành vi có kế hoạch